# Monoblastus tscheki
Monoblastus tscheki är en stekelart som beskrevs av Dmitriy R. Kasparyan 1999. Monoblastus tscheki ingår i släktet Monoblastus och familjen brokparasitsteklar. Inga underarter finns listade i Catalogue of Life.